# Lithodusa helverseni
Lithodusa helverseni är en insektsart som beskrevs av Heller, K.-g. 2009. Lithodusa helverseni ingår i släktet Lithodusa och familjen vårtbitare. Inga underarter finns listade i Catalogue of Life.